# Kugelgelenkkopf

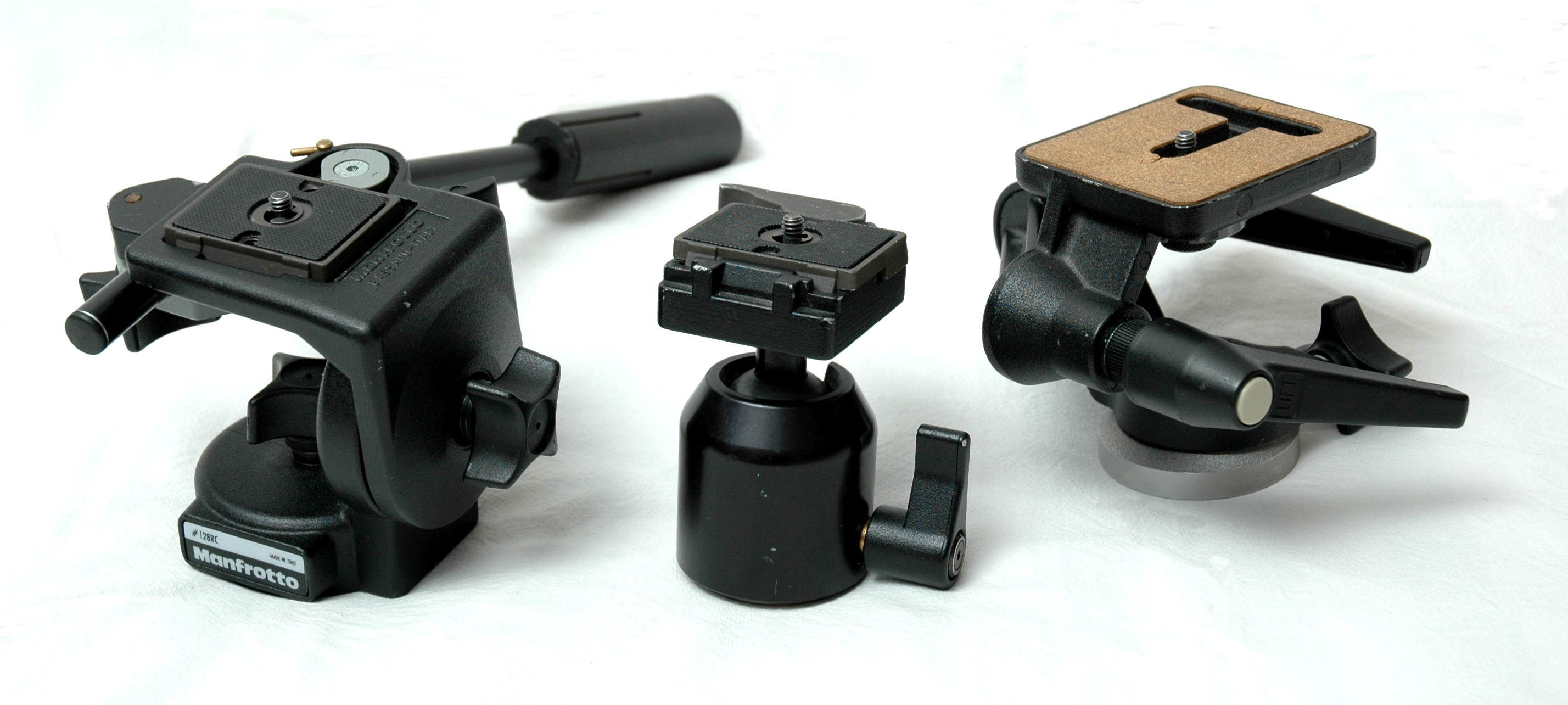
Verschiedene Stativköpfe, in der Mitte ein Kugelkopf

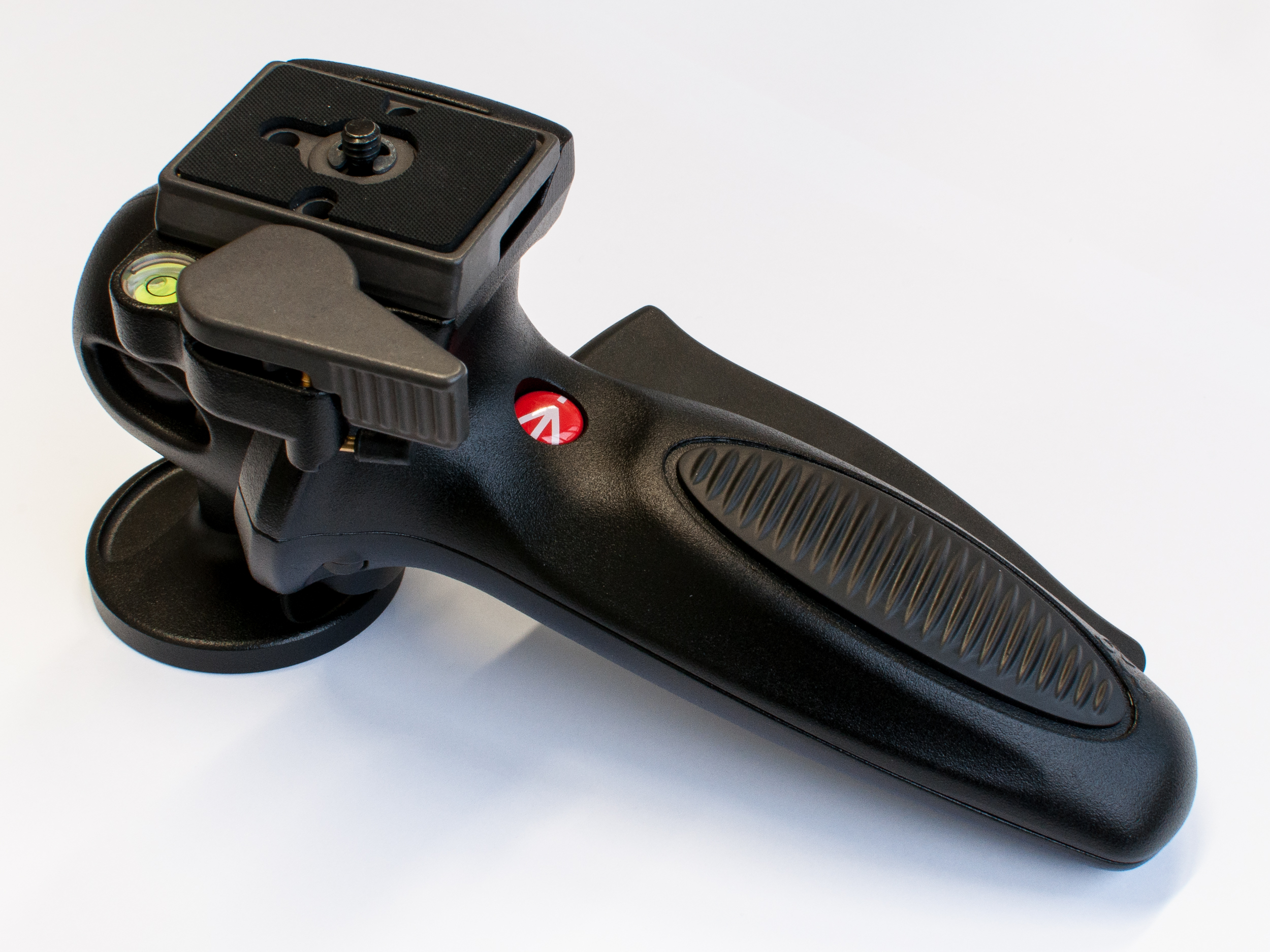
Selbstarretierender Kugelgelenkkopf mit stufenloser Friktionseinstellung und Nivellierlibelle

Als Kugelgelenkkopf oder Kugelkopf bezeichnet man in der Film- und Fototechnik eine Komponente zum Anschluss von Kameras an Stative, die über ein Kugelgelenk eine flexible vertikale und horizontale Ausrichtung sowie seitliche Verkippung des Fotoapparats ermöglicht. Im Gegensatz zum Dreiwegeneiger werden beim Kugelkopf nicht verschiedene Achsen einzeln arretiert, sondern ein einziger Handgriff verriegelt das ganze Gelenk. Dies bedeutet im Gegenzug, dass eine gezielte Einstellung einzelner Achsen erschwert ist.

## Ausstattungsmerkmale
Einige Kugelköpfe haben daher zur Erleichterung von Panoramaaufnahmen eine zusätzliche horizontale Einstellung. Hochwertige Modelle verfügen über eine Friktionseinstellung der Hauptkugel, sehr wichtig für die Arbeit mit schwerem Gerät. Die Größe der Gelenkkugel spielt eine Rolle für die Stabilität des Stativkopfes. Tischstative sind mit ihren kleinen Kugelköpfen nur für leichte Kameras ausgelegt. Kugelgelenkköpfe für schwere Kameras haben ein Vielfaches dieser Größe. 
Wie bei anderen Stativköpfen auch erleichtert eine Schnellwechselplatte das Montieren der Kamera auf dem Kugelkopf. Standardmäßig werden heutzutage auch Wasserwaagen-Punkte an sinnvollen Stellen verbaut, um das Ausrichten der Kamera zu vereinfachen.
Besonders kleine Kugelköpfe werden auch häufig auf Kameraslidern verwendet oder tragen anstatt einer Kamera ein Mikrofon oder eine Lichtquelle. Durch das verbaute Gewinde lassen sich diese Stativköpfe somit einfach durch Anklemmen oder eigene Konstruktionen anbringen.

## Vorteile
Dadurch, dass Kugelköpfe meist nur durch eine Schraube fixiert sind, lassen sich diese in sekundenschnelle, beim Aufstellen des Statives, an die gewünschte Ausrichtung anpassen. Es ist kein aufwändiges Verstellen verschiedener Axen notwendig.